# USS Maloy (DE-791)
L'USS Maloy (DE-791/APD-83/EDE-791) est un destroyer d'escorte de classe Buckley en service dans la Marine des États-Unis pendant la Seconde Guerre mondiale. Il fut le seul navire nommé en l'honneur de Thomas Joel Maloy (en), un matelot de l'USS Atlanta récipiendaire de la Navy Cross pour son action durant la bataille navale de Guadalcanal.
Commandé le 13 novembre 1942, sa quille est posée le 10 mai 1943 au chantier naval Consolidated Steel Corporation (en) d'Orange, au Texas. Il est lancé le 18 août 1943, parrainé par Mme Thomas J. Maloy (veuve de Maloy), et mis en service le 13 décembre 1943 sous le commandement du lieutenant Frederic D. Kellogg.

## Historique
Après une série d’entraînements en mer, il rejoint l'Atlantic Fleet et effectue des escortes de convois le long des côtes américaines. Au début du mois de mars 1944, il fait route vers l’Irlande du Nord en vue de préparer l’opération Neptune.
Dans la nuit du 5 au 6 juin 1944, il est intégré à la force navale "O" et escorte les bâtiments de guerre de fort tonnage ainsi que les navires de transport jusqu'à Omaha Beach. Le Jour J, il participe au bombardement des positions allemandes tout en assurant la sécurité des bâtiments de guerre de fort tonnage contre d’éventuelles incursions de sous-marins et de vedettes lance-torpilles adverses. Dans les jours qui suivent le débarquement, il ouvre le feu sur la côte au profit des forces terrestres américaines, se ravitaillant en Grande-Bretagne régulièrement. Il opère au large de Cherbourg le 25 juin et prend part aux duels d’artilleries avec les batteries allemandes défendant le port en eau profonde.
Après la bataille de Normandie, il continue d’opérer dans la Manche jusqu'à la signature de l’armistice par l’Allemagne, puis rentre aux États-Unis. 
Après la Seconde Guerre mondiale, il effectue des essais de nouveaux équipements ainsi que des partenariats avec les écoles de formations au profit de la marine américaine, tout en maintenant son caractère opérationnel, étant déployé au large de Cuba lors de la crise des missiles en 1961. 
Retiré du service le 28 mai 1965, il est rayé du Naval Vessel Register le 1er juin 1965 puis vendu le 11 mars 1966 pour être vendu pour la ferraille.

## Décorations
Le Maloy a reçu une Battle star pour son service dans la Seconde Guerre mondiale.